# Oklahoma U.S.A
«Oklahoma U.S.A» es una canción escrita y compuesta por Ray Davies e interpretada originalmente por The Kinks, publicada en el álbum de estudio de la banda, Muswell Hillbillies, donde la canción aparece como la décima canción del álbum, la cuarta del lado B del LP.
La canción fue publicada como el lado B del sencillo «Muswell Hillbilly» en Japón.

### Personal
- Ray Davies - Voz, guitarra acústica
- John Gosling - Piano, acordeón

## Letra
La letra se centra en el tema de la aceptación sin cuestionamiento de todos los aspectos de la cultura estadounidense, visitado también en otras canciones del álbum. Describe a una mujer joven que lleva una vida de clase trabajadora monótona y vive en una casa muy deteriorada e imagina en sus sueños que está en varias películas de Hollywood, como Oklahoma!, como forma de evadir la realidad de su existencia.

## Publicación
Además de ser lanzada en el álbum Muswell Hillbillies apareció en 1972 en Japón como el lado B de la canción principal del álbum.

## Versiones
El grupo de indie rock Yo La Tengo hizo una versión de «Oklahoma U.S.A.» en su álbum Fakebook de 1990. La artista de country Lauren Adams también publicó una versión  en su álbum Secret Heart. Leigh Harris grabó una versión en el álbum House of Secrets.